# Tiroler Landesmuseum
Das Tiroler Landesmuseum Ferdinandeum in Innsbruck, nach dem damaligen Kronprinzen Ferdinand (seit 1835 Kaiser Ferdinand I.), der das Protektorat übernahm, auch einfach Ferdinandeum genannt, wurde 1823 unter dem Namen Tirolisches Nationalmuseum als Verein gegründet. Einer der Initiatoren war Erzherzog Johann. Das erste, ursprüngliche Museumsgebäude schuf 1842 bis 1846 der Innsbrucker Stadtbaumeister Anton Mutschlechner (1785–1846). Dieses wurde 1884–1886 erweitert und umgebaut. Es ist eines der fünf Häuser der Tiroler Landesmuseen.

## Organisation
Das Tiroler Landesmuseum wurde 1823 als Verein mit dem Zweck der „Förderung und nachhaltigen Entwicklung der Kunst, Kultur, Wissenschaft und Forschung“ in Tirol gegründet. 2007 übernahm die neu gegründete Tiroler Landesmuseen-Betriebsgesellschaft m.b.H. das operative Geschäft, das neben Ferdinandeum und Zeughaus das Volkskunstmuseum, die Hofkirche, Das Tirol Panorama mit Kaiserjägermuseum sowie das Tiroler Volksliedarchiv umfasst. Seither ist der Verein, der rund 2700 Mitglieder zählt (2014), zusammen mit dem Land Tirol Gesellschafter und Besitzer der sieben Sammlungen des Ferdinandeums und des Museumsgebäudes. Die Gesellschaft wird von Peter Assmann geführt, der zugleich Direktor des Museums ist.

## Geschichte

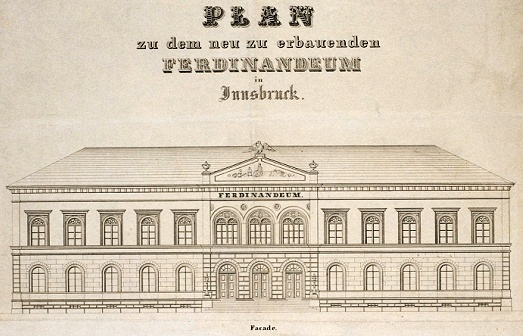
Entwurf für das ursprüngliche Museumsgebäude von Anton Mutschlechner, 1842

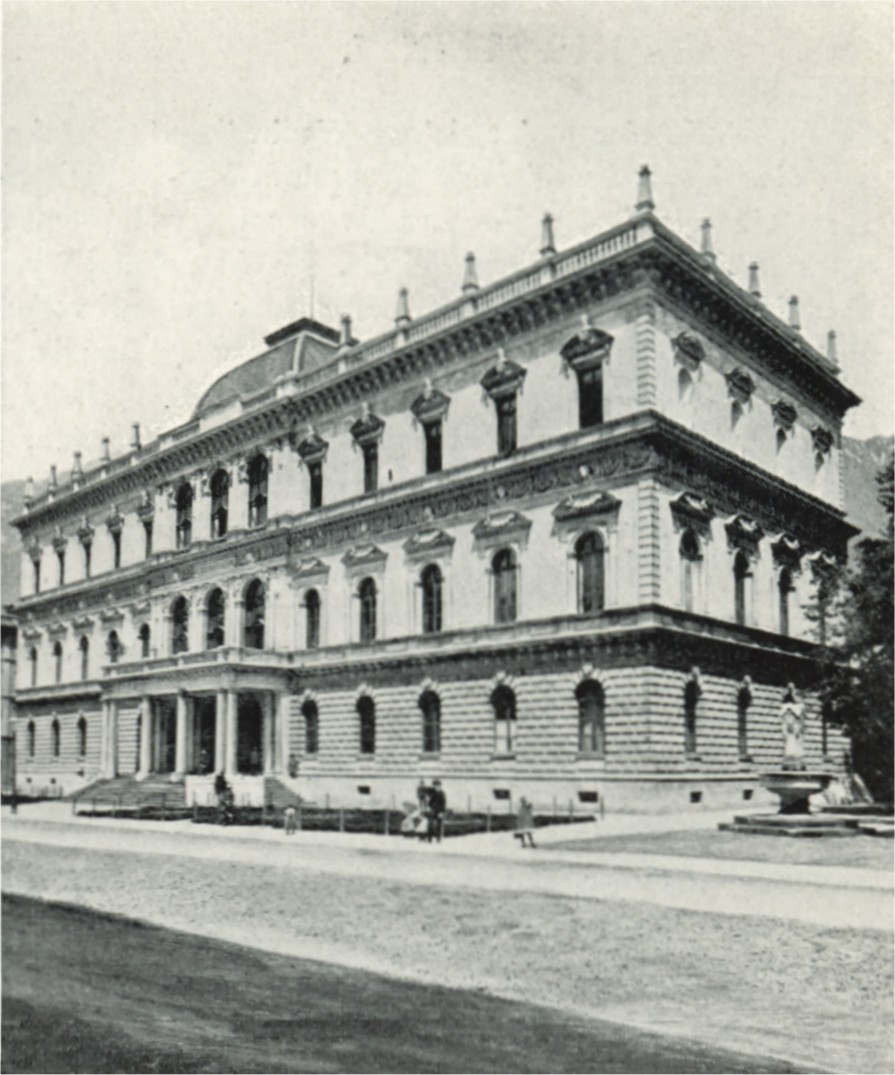
Das Landesmuseum um 1888

Die Idee zur Errichtung eines „vaterländischen Museums für Tirol“ geht auf Erzherzog Johann zurück, der seine privaten Sammlungen der Universität Innsbruck zu Lehrzwecken überlassen wollte, was durch die Abtrennung Tirols im Frieden von Pressburg 1805 vereitelt wurde. Ab 1821 verfolgte Landesgouverneur Karl Graf Chotek die Museumspläne. Am 2. März 1823 stimmte Kaiser Franz I. der Gründung eines Nationalmuseums zu, am 13. Mai fand die provisorische konstituierende Generalversammlung des Museumsvereins statt. Erzherzog Ferdinand übernahm das Protektorat und stimmte dem Namen „Ferdinandeum“ zu.
Die Sammlungen wurden zunächst in angemieteten Räumen im Stift Wilten und im Universitätsgebäude untergebracht. 1833 umfassten die Bestände des Museums bereits unter anderem eine Bibliothek mit 2331 Werken und 600 Urkunden, 280 Ölgemälde, 660 Graveur- und plastische Werke, 1300 Kupferstiche und 2200 Handzeichnungen vorwiegend von Tiroler Künstlern. Die zunehmende Platznot führte 1838 zu ersten Plänen für einen Museumsneubau. Als Standort wurde zunächst der Gouverneursgarten (Kleiner Hofgarten) überlegt. 1842 beschloss die Generalversammlung, das Museum nach einem Entwurf von Anton Mutschlechner im bislang unbebauten sogenannten Angerzell zu errichten. Es war damit eines der ersten Gebäude im neu angelegten Straßenzug, der heutigen Museumstraße. Am 15. Mai 1845 eröffnete Erzherzog Johann den Neubau.
1867 gab es erste Überlegungen zur Vergrößerung, die schließlich mit Hilfe von Spenden und Subventionen der Innsbrucker Sparkasse, der Stadt Innsbruck, des Landtags und Kaiser Franz Josephs ab 1882 verwirklicht wurde. Die Pläne für die Aufstockung um ein Geschoß stammten vom städtischen Ingenieur Natale Tommasi. 1883 wurde die Firstfeier begangen, 1884 war der Umbau weitgehend abgeschlossen. 1886/88 wurde die Vorhalle errichtet. Die zunächst unverputzte Fassade wurde erst 1900 vollendet. 1909/10 wurde der Ostflügel nach Plänen von Eduard Klingler, 1927/28 der dreistöckige Westflügel angefügt, der 1957/58 nochmals erweitert wurde.
Nach der Abtrennung Südtirols 1919 erhob Italien Anspruch auf Teile der Sammlungen. Da das Ferdinandeum als privater Verein organisiert war, wurde das aber durch den Vertrag von Saint Germain unterbunden. Es mussten nur einige Leihgaben aus Südtirol und dem Trentino abgegeben werden.
1939 entging das Museum der Verstaatlichung. Es bestand weiter als Vereinsmuseum, nun aber unter Aufsicht und Verwaltung des Gauleiters. 1940 wurden dennoch Verwaltung und Gebäude vom Gau Tirol-Vorarlberg übernommen, die Sammlungen verblieben wegen möglicher Ansprüche Italiens beim Museumsverein. Im Zweiten Weltkrieg blieben die Sammlungen zunächst im Museum, nach den ersten Bombardierungen deutscher Städte wurde ab 1942 die Auslagerung geplant. Die wertvollsten Stücke kamen zunächst ins Schloss Ambras und 1944 in das aufgelassene Stift Stams. Andere Sammlungen wurden in Schloss Tratzberg, Schloss Sigmundsried, Schloss Schneeberg, Burg Lichtenwerth, Schloss Friedberg, Schloss Matzen und Schloss Fügen untergebracht. Die geologischen und zoologischen Sammlungen verblieben im Museum. Bei einem Luftangriff am 10. April 1945 wurden das ganze Dach, alle Säle und Kabinette des zweiten Stocks östlich der Kuppel sowie Teile des ersten Stocks und des Erdgeschoßes zerstört. 1946 wurde mit dem Wiederaufbau begonnen, der 1949 abgeschlossen werden konnte. Bereits im Laufe des Jahres 1946 wurden alle ausgelagerten Bestände wieder rückgeführt.

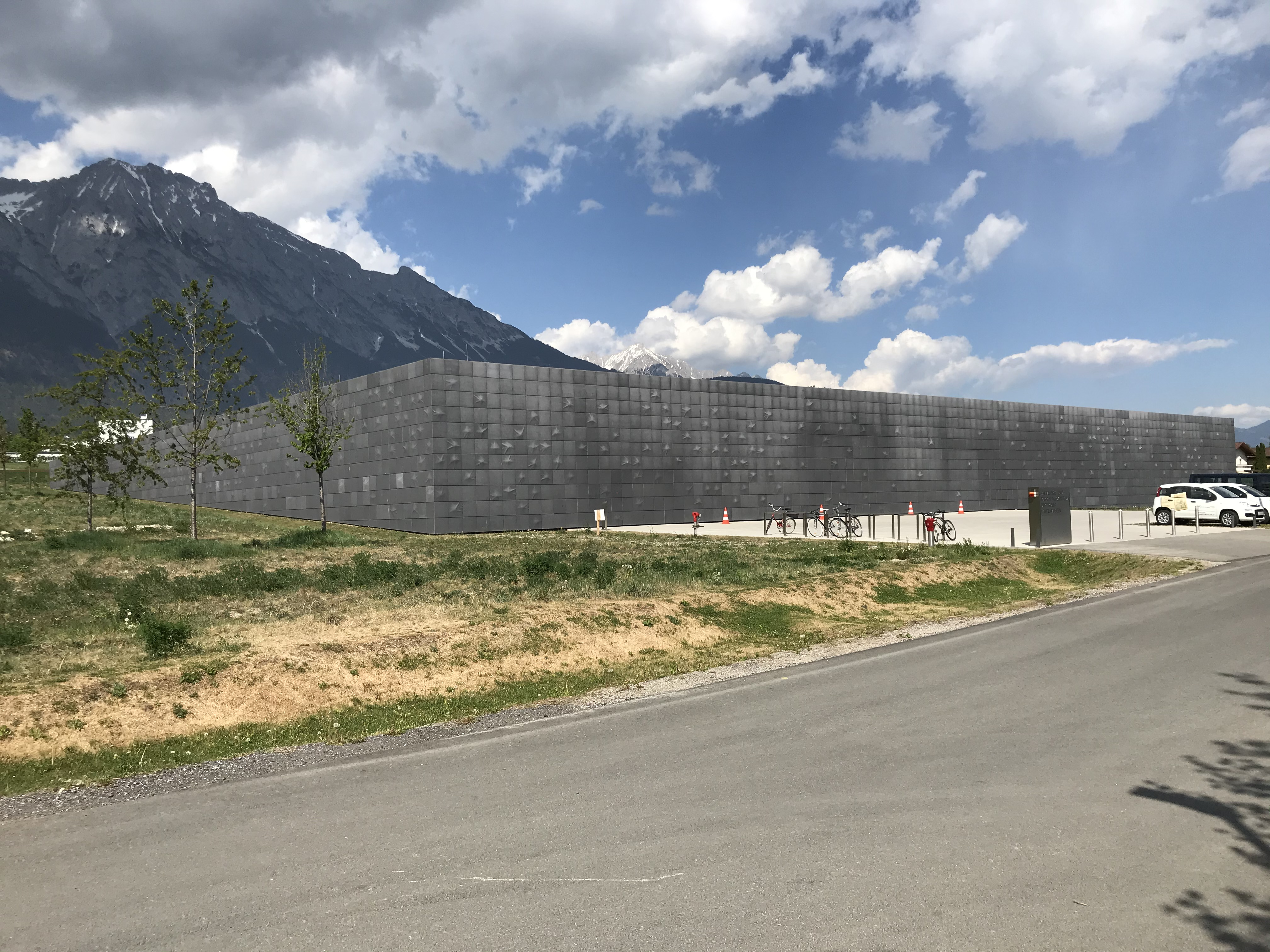
Sammlungs- und Forschungszentrum in Hall (2020)

Schon länger gab es Überlegungen, die naturkundlichen Sammlungen im Zeughaus unterzubringen. 1959 wurde dieses vom Bund als bisherigem Besitzer dem Land übergeben und anschließend adaptiert. 1969 fand dort eine große Ausstellung über Kaiser Maximilian I. statt, 1973 wurde es schließlich als Landeskundliches Museum eröffnet.
Anlässlich der 175-Jahr-Feier 1998 wurde das Ferdinandeum erweitert und saniert. Es entstanden ein neuer zweigeschoßiger Tiefspeicher im Hofbereich, der 1999 in Betrieb genommen wurde, und ein Erweiterungsbau, der die Seitenflügel hofseitig mit einem Quertrakt verbindet und 2003 fertiggestellt wurde. Der Altbau wurde innen und außen renoviert.
Im September 2017 wurde das Sammlungs- und Forschungszentrum (SFZ) der Tiroler Landesmuseen in Hall in Tirol mit einer Grundfläche von 14.000 Quadratmetern eröffnet. Dieses dient seither als Depot für Sammlungsobjekte sowie als Arbeitsplatz für Tischler- und Restaurierungstätigkeiten.
Von Juli 2024 bis zum Jahr 2027 ist das Ferdinandeum umbaubedingt geschlossen. Der historische Teil des Ferdinandeums mit seiner denkmalgeschützten Fassade wird saniert. Der dahinter liegende Trakt wird abgetragen und durch neue Ausstellungsflächen und einen größeren Veranstaltungssaal ersetzt.

## Gebäude

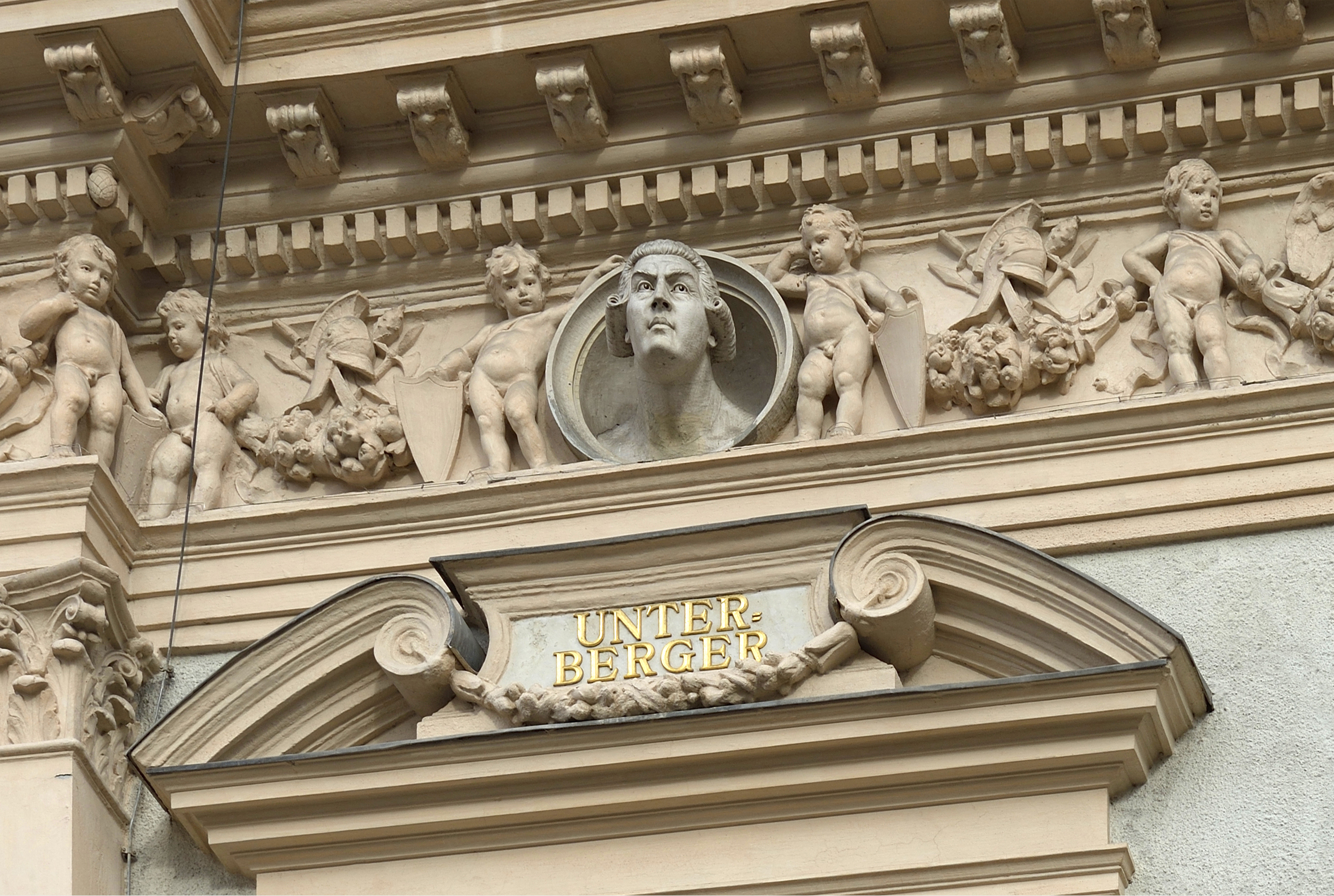
Fassadendetail mit Porträtkopf Michelangelo Unterbergers (2011)

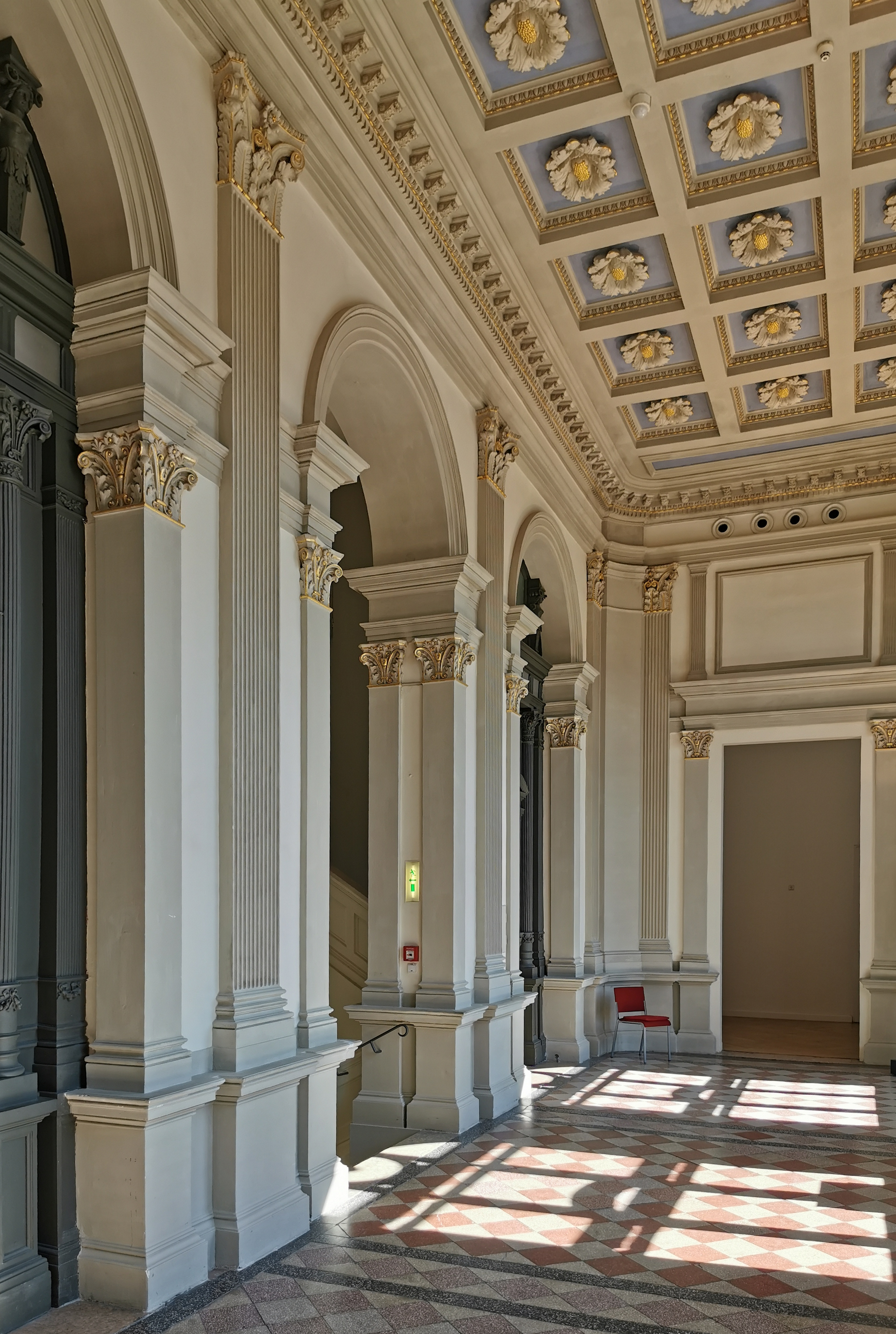
Treppenhaus (2020)

Das 1842–1845 errichtete und 1882–1884 aufgestockte Gebäude ist ein monumentaler Bau im Stil der Neorenaissance mit einem flachen Mittelrisalit mit Kuppel und einem dreiachsigen Portalvorbau. Die beiden Sphingen seitlich der Vorhalle stammen vom Bildhauer Franz Baumgartner (1903). Der dreigeschoßige Haupttrakt schließt mit den später errichteten Querflügeln einen rechteckigen Hof ein. Der mittlere Teil des Haupttraktes springt zum Hof halbrund vor und ist mit einer Kuppel gedeckt.
Die Fassade weist eine stark plastische Fenstergliederung, horizontale Fries- und Gesimsbänder sowie ein Balustradengesims auf. Zwischen dem ersten und zweiten Geschoß verläuft ein Terrakottafries mit Medaillons mit Porträtköpfen berühmter Tiroler Künstler (Paul Dax, Gregor Löffler, Alessandro Vittoria, Alexander Colin, Martin Knoller, Joseph Schöpf, Angelika Kauffmann, Michelangelo Unterberger, Franz Zauner, Johann Baptist Lampi, Joseph Anton Koch und Dominikus Mahlknecht), die von Antonio Spagnoli geschaffen wurden. Die entsprechenden Medaillons an den Seitenfassaden blieben leer. An der Ostfassade wurde in einem davon 2011 eine von Johannes Schlögl und Markus Jestl geschaffene Büste Max Weilers aufgestellt.
In den Fenstergiebeln des zweiten Obergeschoßes befinden sich die von Antonio Spagnoli in Marmor gemeißelten Porträtköpfe berühmter Tiroler Dichter und Wissenschaftler (Oswald von Wolkenstein, Girolamo Tartarotti, Joseph Resch, Johann Anton Scopoli, Peter Anich, Jakob Philipp Fallmerayer, Josef von Bergmann, Antonio Rosmini, Pius Zingerle und Hermann von Gilm).
Die Fassade wird von einer 3 Meter hohen Statue der Tyrolia bekrönt, die von Minerva zur Linken und der Allegorie der Künste zur Rechten flankiert wird. Die Skulpturengruppe wurde von Joseph Gasser von Valhorn entworfen und von Antonio Spagnoli ausgeführt.
Das denkmalgeschützte Gebäude ist ein typisches Beispiel für den repräsentativen Baustil der zweiten Hälfte des 19. Jahrhunderts und gilt als einer der qualitätvollsten Museumsbauten in Österreich außerhalb Wiens.

## Sammlungen

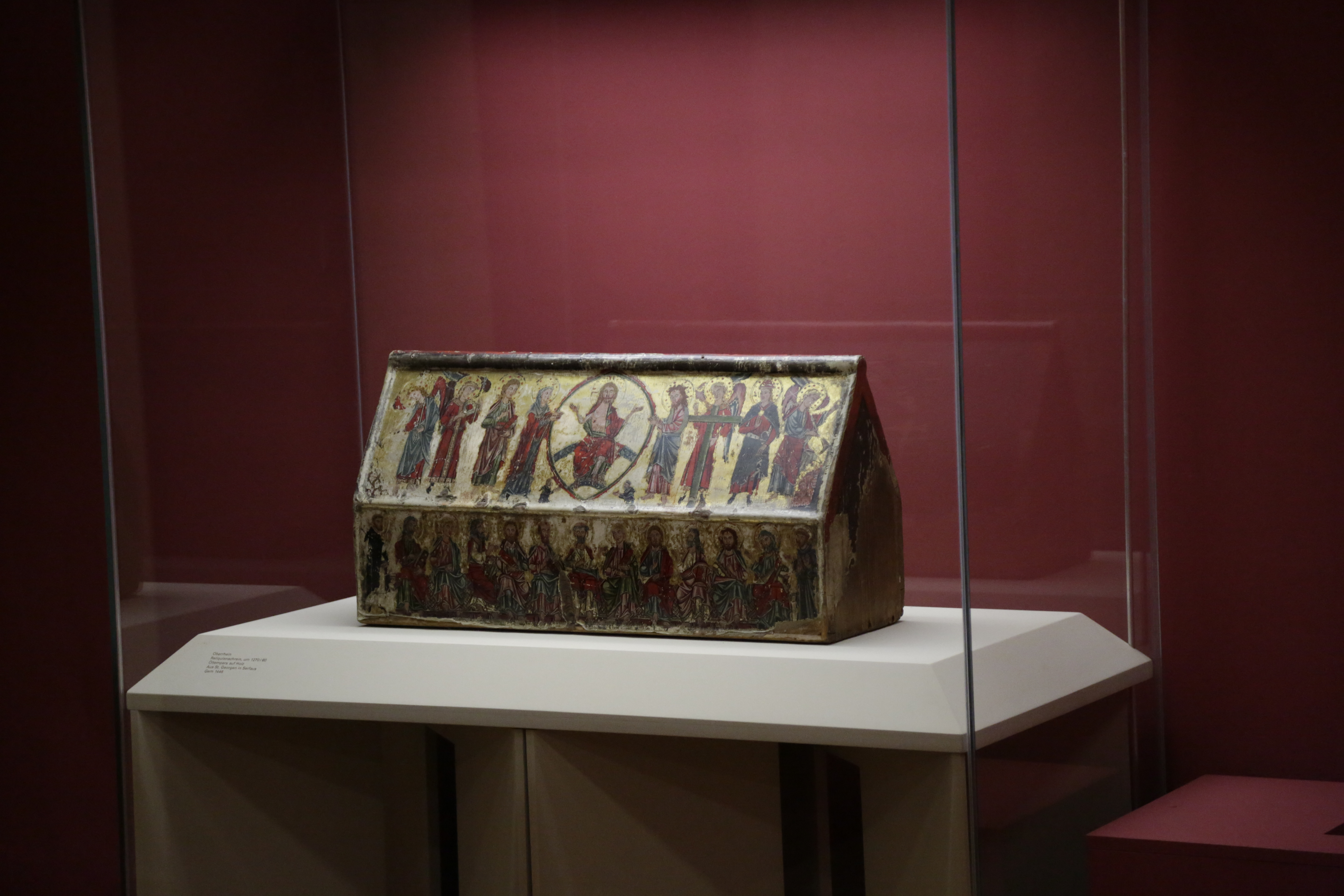
Reliquienschrein aus St. Georg ob Tösens (2015)

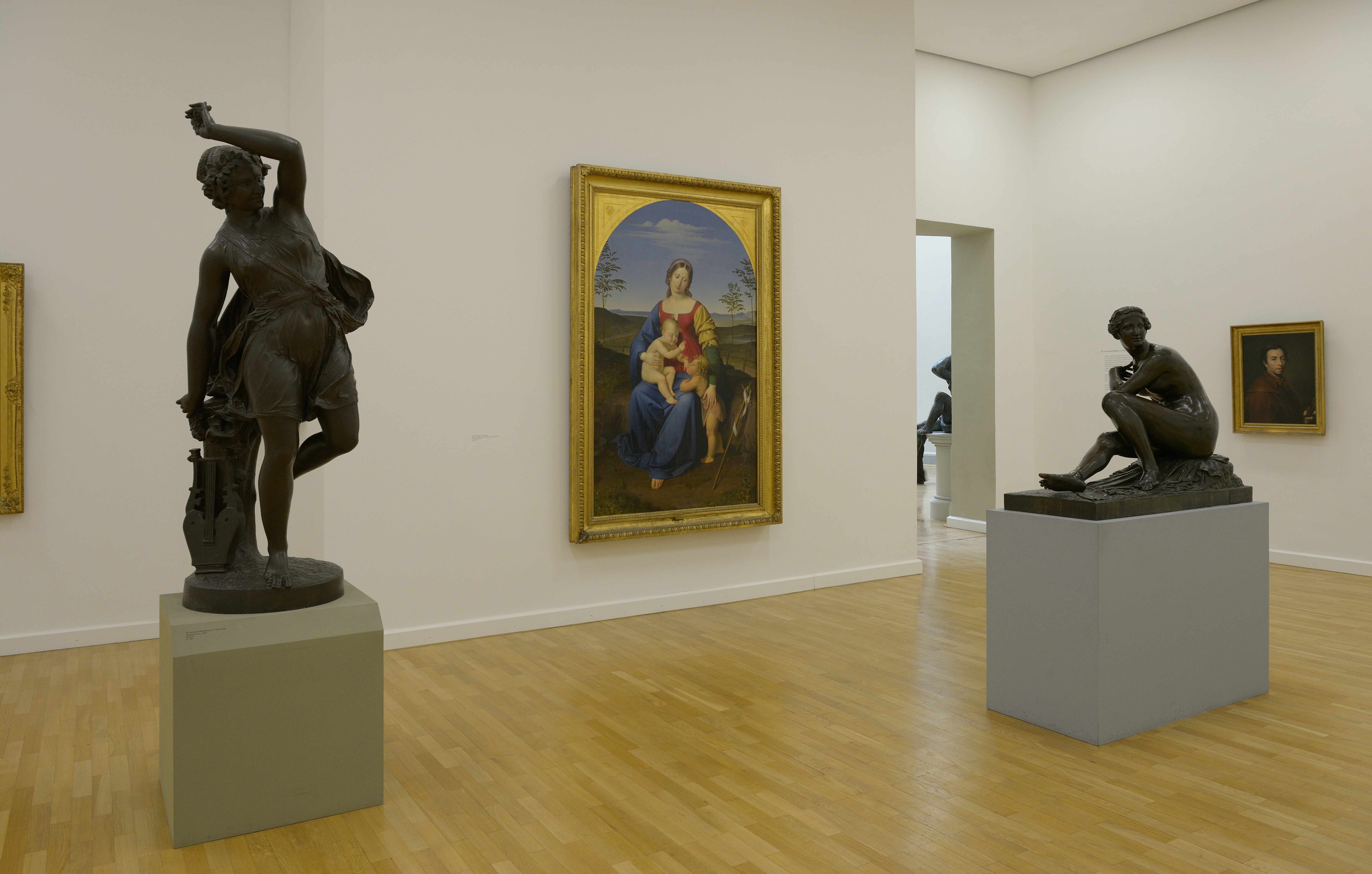
Skulpturen Terpsichore und Venus von Johann Dominik Mahlknecht und Gemälde Maria mit Jesus und Johannes dem Täufer von Anton Psenner (2012)

Das Tiroler Landesmuseum Ferdinandeum umfasst sieben Sammlungen; neben dem eigentlichen Ferdinandeum in der Museumstraße gehören das Museum im Zeughaus (historische und technische Sammlungen zur Kulturgeschichte Tirols) und die Zweigstelle in der Feldstraße (naturwissenschaftliche Sammlungen) dazu.
Inhaltlich bietet das Tiroler Landesmuseum vor allem:
- in den Vor- und Frühgeschichtlichen und Provinzialrömischen Sammlungen: einen Überblick von der Urgeschichte über die Römerzeit bis ins frühe Mittelalter in Tirol. Bedeutsam ist die antike Münzsammlung.[14]
- in den Älteren Kunstgeschichtlichen Sammlungen: Kunst und Kunsthandwerk von der Romanik über die Gotik bis ins 19. Jahrhundert mit Werken von Michael Pacher, Lucas Cranach d. Ä., Rembrandt van Rijn, Joseph Anton Koch, Angelika Kauffmann, Franz Defregger, Bernardo Strozzi oder Giambattista Tiepolo. Besonders wertvoll ist die Niederländersammlung, aber auch italienische Werke sind umfangreich vertreten.
- in der Modernen Galerie: Kunst des 20. und 21. Jahrhunderts mit ausgewählten Werken unter anderem von Albin Egger-Lienz, Max Weiler, Gustav Klimt, Oskar Kokoschka und zeitgenössischen Tiroler Künstlern
- in der Grafischen Sammlung: Zeichnungen und Druckgrafik vom 15. Jahrhundert bis zur Gegenwart sowie zeitgenössische Fotografie[15]
- in den Historischen Sammlungen: einen Überblick Tirols im Mittelalter bis zur Gegenwart, mit Schwerpunktthemen wie Andreas Hofer, Schwazer Silberbergbau, Kartographie Tirols (Blasius Hueber, Peter Anich) sowie Objekten aus der Alltagskultur
- in den Musiksammlungen: wertvolle Instrumente, Jakob-Stainer-Geigen und kostbare historische Tasten- und Blasinstrumente und einen Hörraum mit Beispielen des reichen Tiroler Musikschaffens
- in der Bibliothek: eine ausgewählte Tirolensiensammlung (u. a. die Oswald-von-Wolkenstein-Handschrift c) oder die reichhaltige Privatbibliothek Andreas Alois Baron di Paulis von Treuheim

## Veröffentlichungen

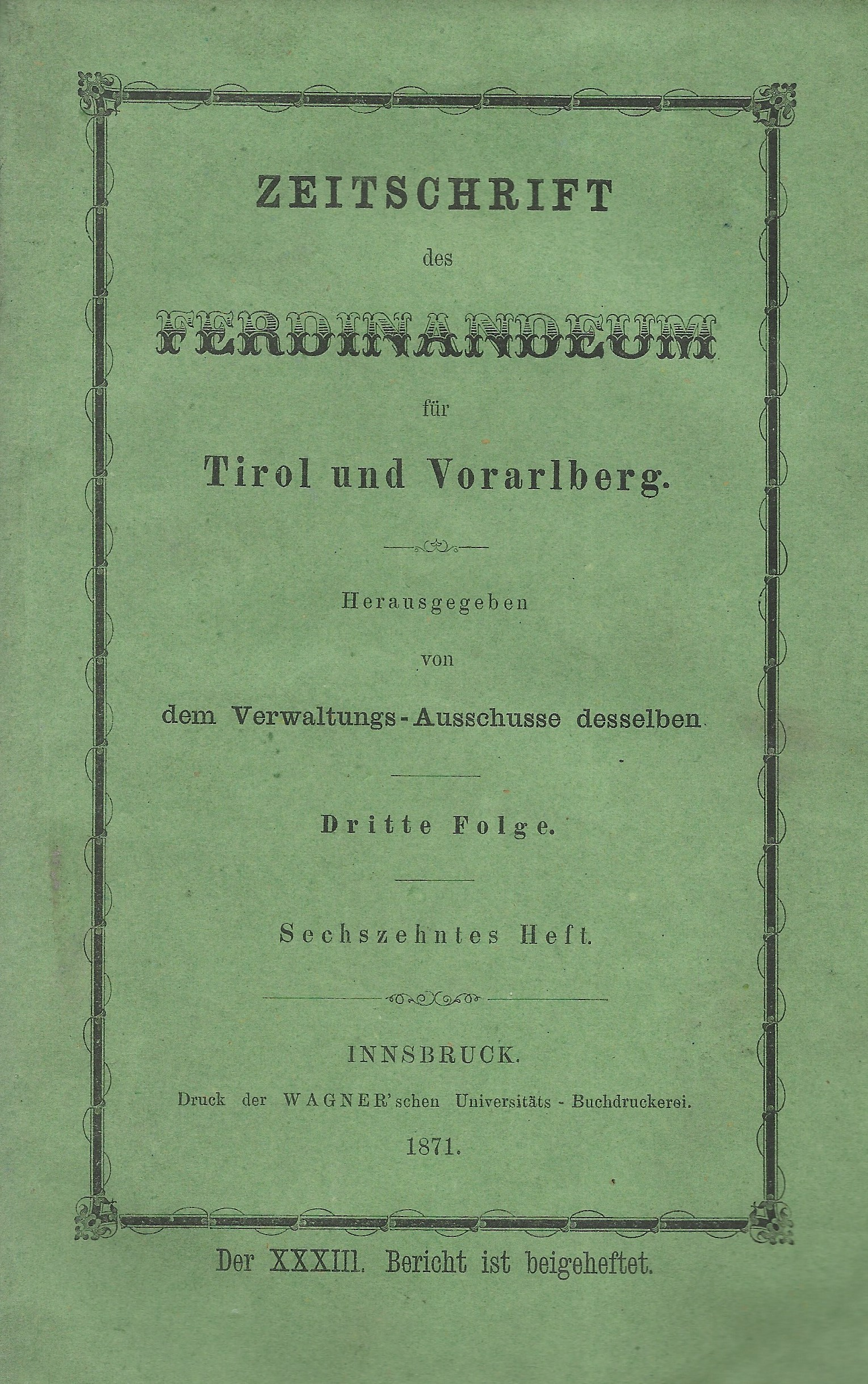
Zeitschrift des Ferdinandeums, 3. Folge, 1871

Die natur- und geisteswissenschaftliche Forschungstätigkeit des Hauses wird seit 2008 im Wissenschaftlichen Jahrbuch der Tiroler Landesmuseen dokumentiert. Es setzt die älteren Publikationsorgane des Museumsvereins fort:
- Beiträge zur Geschichte, Statistik, Naturkunde und Kunst von Tirol und Vorarlberg. Bände 1 (1825) – 8 (1834)
- Neue Zeitschrift des Ferdinandeums für Tirol und Vorarlberg. Bände 1 (1835) – 12 (1846)
- Zeitschrift des Ferdinandeums für Tirol und Vorarlberg. Folge 3/1 (1853) – 3/60 (1920)
- Veröffentlichungen des Museum Ferdinandeum in Innsbruck. Bände 1 (1922) – 87 (2007; zuletzt unter dem Titel: Veröffentlichungen des Tiroler Landesmuseums Ferdinandeum)

Die 1907 gegründete, im Ferdinandeum beheimatete Historische Kommission (Fachausschuss für Geschichte) ist federführender Herausgeber des Tiroler Urkundenbuches, einer textkritischen Edition der ältesten urkundlichen Geschichtsquellen des historischen Tiroler Raums.

## Direktoren
Seit der Gründung des Museumsvereins 1823 leitete ein sogenannter Kustos die operativen Geschäfte des Museumsalltags. Das Anwachsen der Sammlungen bedingte die Bestellung einzelner Sammlungsverantwortlicher, die ebenfalls als Kustos bezeichnet werden. Die Gesamtgeschäfte leitet ein Direktor.
Wesentliche Kustoden waren

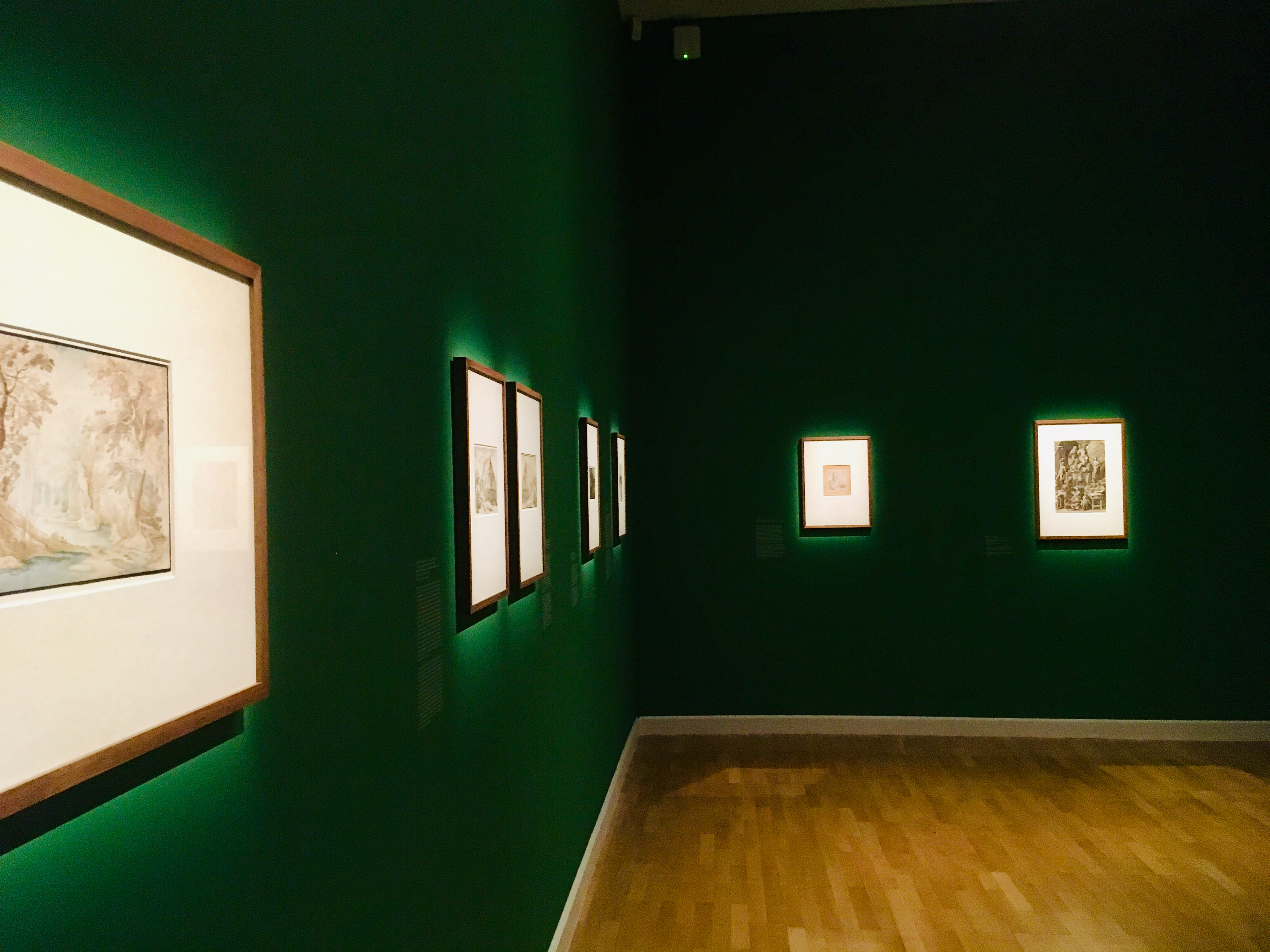
Das Grafik-Kabinett der Niederländer im 1. Obergeschoß des Ferdinandeums (2020)

- 1824–1833: Josef Heinrich von Glausen
- 1833–1837: Franz Karl Karpe
- 1837–1843: Alois Flir
- 1844–1850: Franz Wiedemann
- 1853–1884: Balthasar Hunold
- 1886–1912: Konrad Fischnaler
- 1912–1937: Kaspar Schwarz
- 1938–1955: Vinzenz Oberhammer
- 1955–1960: Erich Egg

Vorstände / Direktoren
- 1881–1887: Alfons Huber
- 1887–1919: Franz von Wieser

…
- 1946–1965: Ernst Durig
- 1960–1985: Erich Egg (ab 1960 Direktor, ab 1965 Präsident)
- 1985–2005: Gert Ammann

Vorstände / Direktoren der Tiroler Landesmuseen BetriebsgmbH (ab 2007)
- 2007–2019: Wolfgang Meighörner
- 2019–2022: Peter Assmann
- 2022–2023: Karl C. Berger[20]
- seit 2023: Andreas Rudigier